# Kurram (rivière)
La rivière Kurram est un cours d'eau d'une longueur de 320 km qui coule en Afghanistan et au Pakistan. Elle est un affluent de l'Indus en rive droite.

## Source de la traduction
- (de) Cet article est partiellement ou en totalité issu de l’article de Wikipédia en allemand intitulé « Kurram » (voir la liste des auteurs).